# Rohnenspitze
Die Rohnenspitze (auch Ronenspitze und Rhonenspitze) ist ein 1990 m ü. A. hoher Berg in den Allgäuer Alpen, der sich in Österreich erhebt. Sie ist durch Wanderwege erschlossen und in der Nordflanke befindet sich ein Teil des Skigebiets Schattwald/Zöblen.

## Lage und Umgebung
Die Rohnenspitze liegt im österreichischen Bundesland Tirol. Über den Gipfel verläuft die Grenze zwischen den Gemeinden Zöblen im Westen und Tannheim im Osten. Über das Zirleseck (1872 m) am Fuß der Südflanke verläuft die Staatsgrenze zu Deutschland.
Der Gipfel der Rohnenspitze ragt über dem Tannheimer Tal im Norden empor. Nach Süden schartet sie sich zum Zirleseck ein, von wo die Flanken ins Ostrachtal hinab ziehen. Das Zirleseck ist der Referenzpunkt für die Schartenhöhe, die damit 118 Meter beträgt. Von ihm kann man zum Gaishorn (2247 m) weiter im Süden oder dem Ponten (2044 m) im Westen gelangen. Letzterer ist die Referenz für die Dominanz von 1,2 Kilometern.

## Geologie
Im Gipfelaufbau besteht die Rohnenspitze aus Hauptdolomit. Dieser lagert auf Kössener Schichten und Lias-Fleckenmergel.

## Namensherkunft
Erstmals erwähnt wurde die Rohnenspitze 1774 bei Peter Anich im Atlas Tyrolensis als Rane Spitz. In der Schmitt’schen Karte von Südwestdeutschland (Blatt 108 „Wertach“) aus dem Jahr 1797 sind Runenspitzen verzeichnet. In einer Grenzbeschreibung aus dem Jahr 1810 heißt es „Vom Ronenspitz...“. Namensgebend war damit das mittelalterliche Wort „Rohne“ für Windwurf oder umgestürzter Baum.

## Besteigung
Es führen von verschiedenen Seiten markierte Wanderwege auf die Rohnenspitze. Der Normalweg (Weg 62) führt von Zöblen über den zunächst dicht mit Latschen bewachsenen und dann steinigen Nordgrat zum vorgelagerten Gipfelkreuz und dem Gipfel. Vom Zirleseck führt ein teilweise mit Drahtseil versicherter Weg durch die schrofige Südflanke, der etwas Kletterei im I. Grat und Trittsicherheit erfordert. Das Zirleseck kann auf verschiedenen Varianten erreicht werden. Durch das Älpelestal bei Tannheim führt eine Variante der Via Alpina auf Weg 59 hinauf, aus dem Ostrachtal der Weg 423 über die Willersalpe. Vom Ponten quert Weg 70 zum Zirleseck hinüber. Einzig der Weg 71 durchs Pontental trifft auf den Weg durch die Südflanke, ohne über das Zirleseck zu führen.
Im Winter ist die Rohnenspitze eine lohnende, anspruchsvolle Skitour. Der Aufstieg erfolgt dabei wie im Sommer entweder über den Nordgrat oder das Zirleseck, abgefahren wird über die steile Nordflanke.

## Bilder

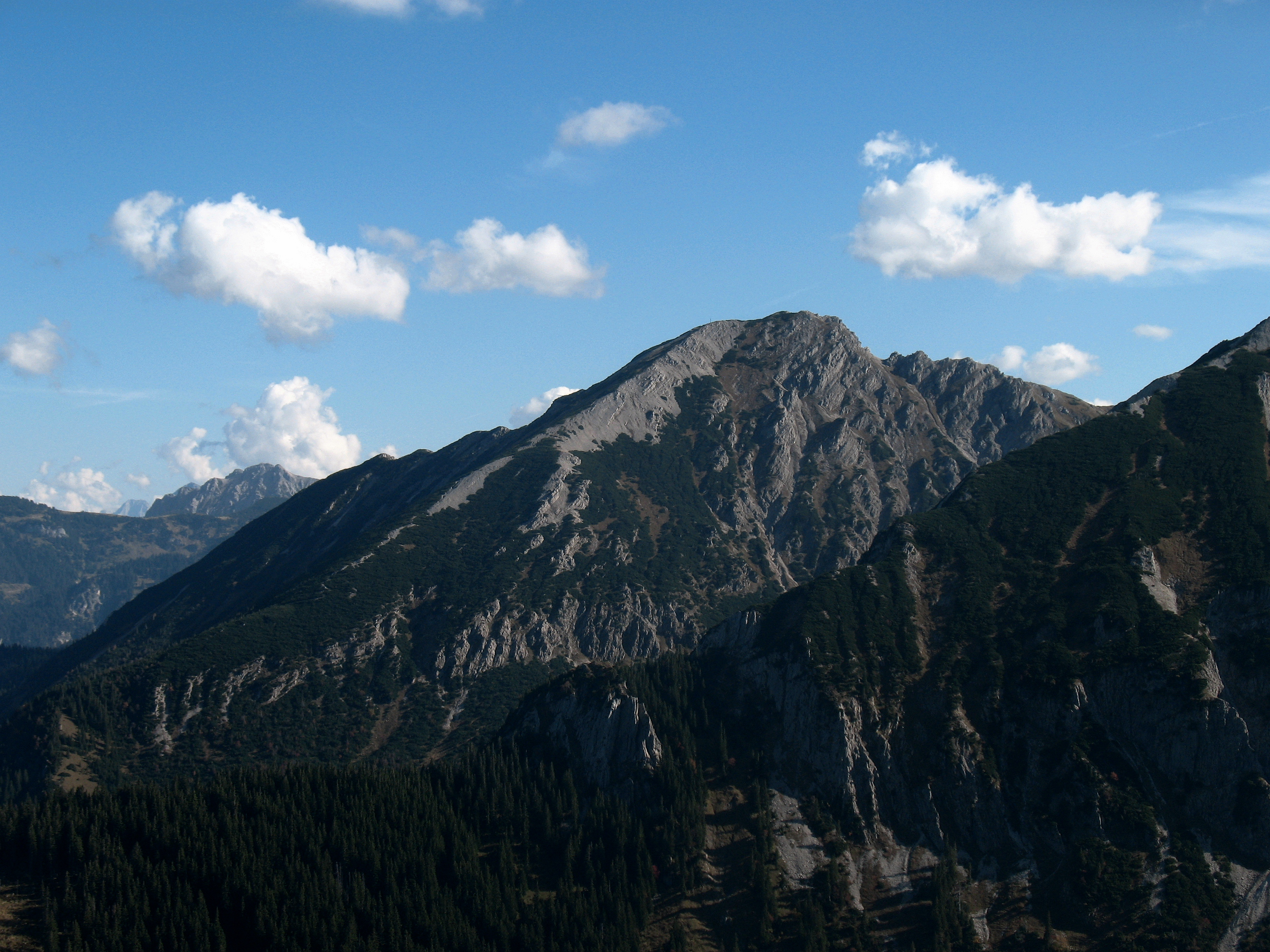
Von der Bergstation Wannenjochbahn
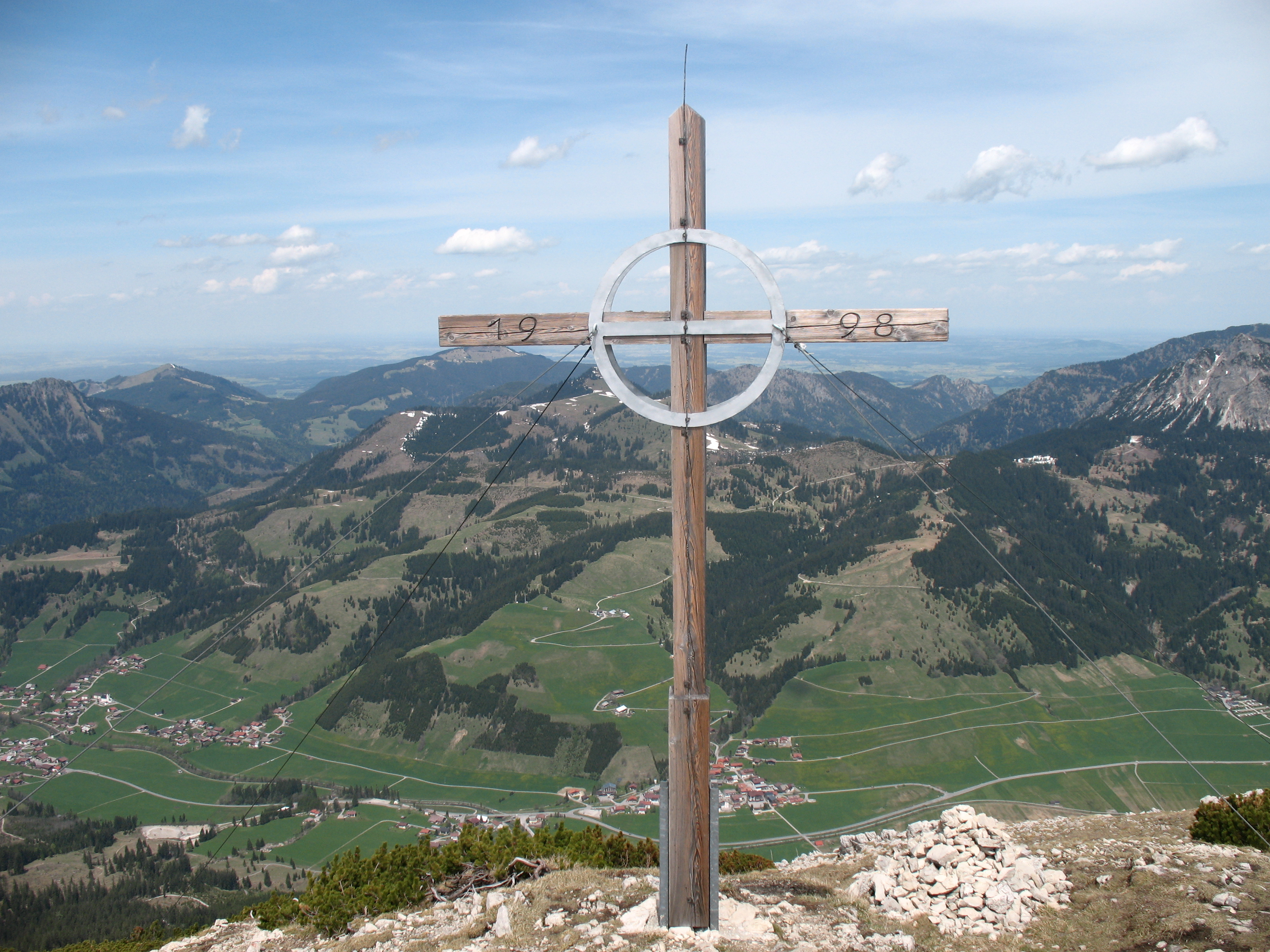
Gipfelkreuz
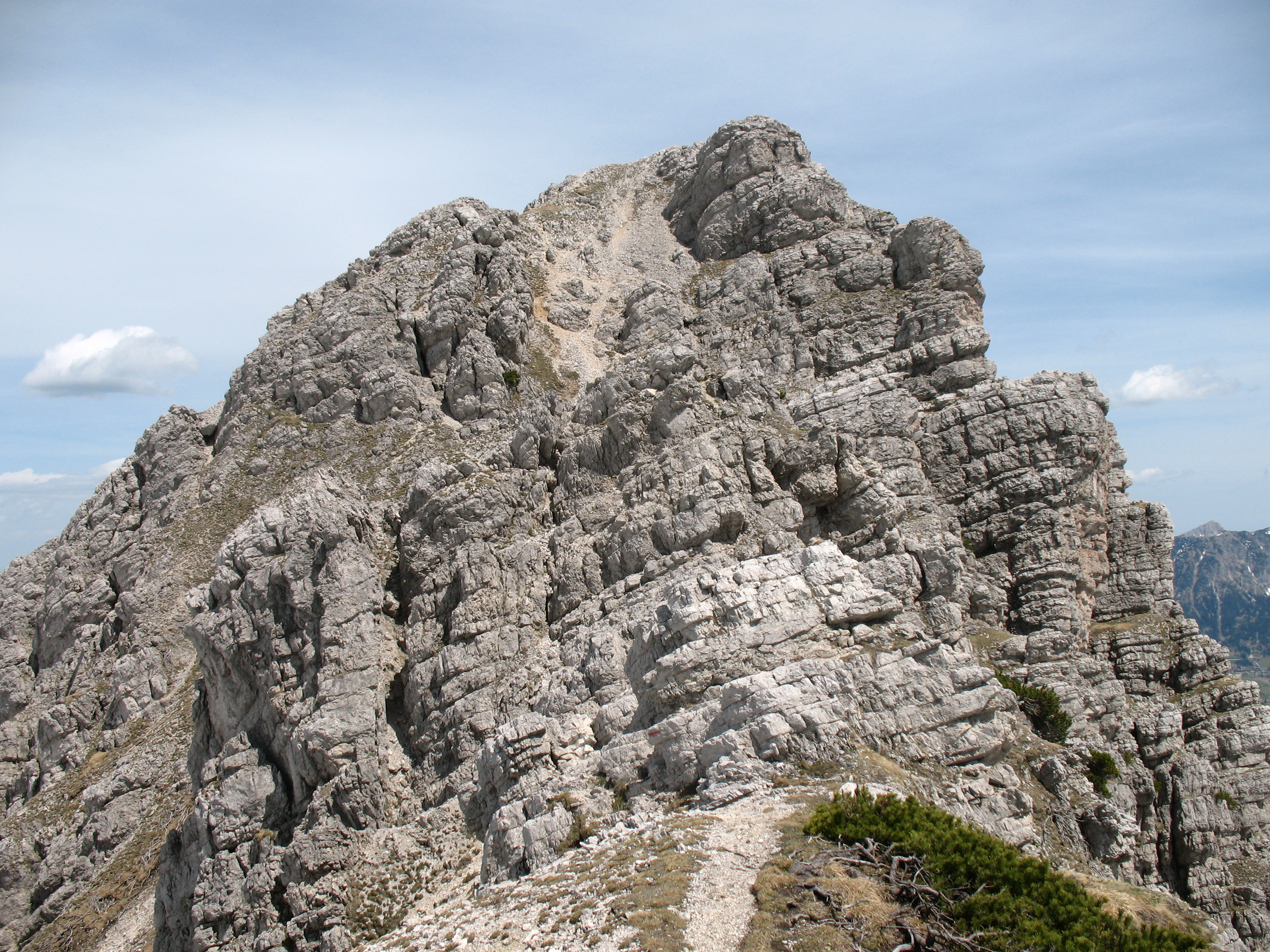
Gipfelaufbau
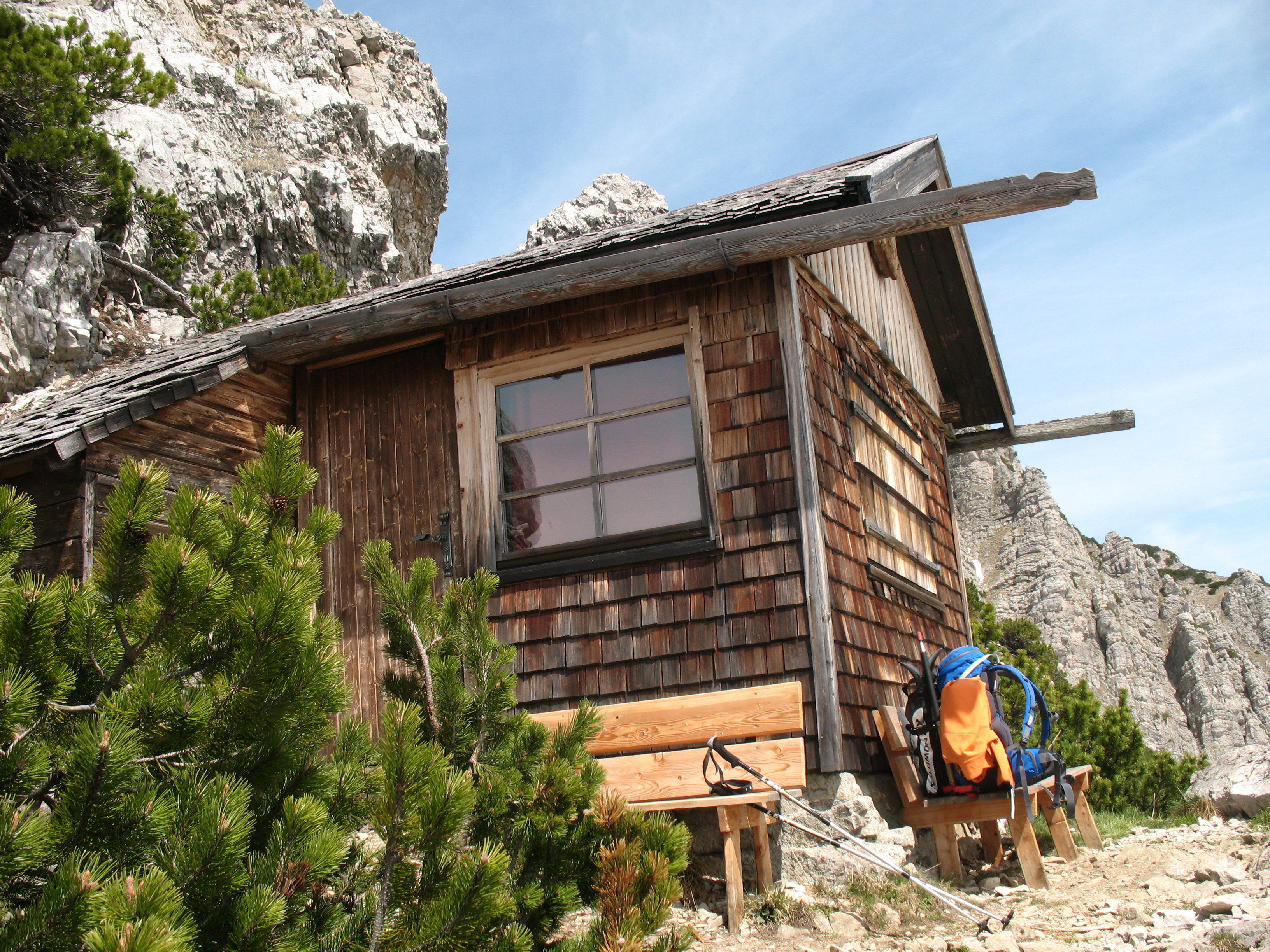
Bergwachthütte